# Angelo Facchin
Angelo Facchin (San Bonifacio, 7 ottobre 1904 – 3 agosto 1990) è stato un politico italiano, eletto nella I e II legislatura della Repubblica Italiana alla Camera.

## Biografia
Laureato in giurisprudenza, avvocato, nel secondo dopoguerra è impegnato in politica con la Democrazia Cristiana. Viene eletto alla Camera dei deputati alle elezioni politiche del 1948 nella circoscrizione Trento-Bolzano. Conferma il proprio seggio a Montecitorio anche alle elezioni del 1953. Conclude il proprio mandato parlamentare nel 1958.
Muore il 3 agosto 1990, all'età di 85 anni.